# Houtmeervallen
De houtmeervallen (Auchenipteridae) zijn een familie in de orde van meervalachtigen (Siluriformes). Deze familie wordt aangetroffen in rivieren van Panama tot Argentinië.
Alle soorten op een na hebben drie paren baarddraden met de neus-baarddraden afwezig. Het dierlijke vet is zelden afwezig, maar is zeer klein.
Terwijl Ageneiosus inermis een lengte kan bereiken van 59 cm, zijn de meeste soorten klein, waarbij sommige soorten niet langer worden dan drie centimeter. De interne inseminatie is waarschijnlijk voor alle soorten. De twee geslachten van de familie Ageneiosidae zijn hier geplaatst, resulterend in een groepering van ongeveer 60 soorten in ongeveer 19 geslachten.

## Lijst van onderfamilies en geslachten
- Onderfamilie Centromochlinae
  - Centromochlus Kner, 1858
  - Gelanoglanis Böhlke, 1980
  - Glanidium Lütken, 1874
  - Tatia Miranda-Ribeiro, 1911
- Onderfamilie Auchenipterinae
  - Ageneiosus Lacépède, 1803
  - Asterophysus Kner, 1858
  - Auchenipterichthys Bleeker, 1862
  - Auchenipterus Valenciennes, 1840
  - Entomocorus Eigenmann, 1917
  - Epapterus Cope, 1878
  - Liosomadoras Fowler, 1940
  - Pseudauchenipterus Bleeker, 1862
  - Pseudepapterus Steindachner, 1915
  - Pseudotatia Mees, 1974
  - Spinipterus Akama & Ferraris, 2011
  - Tetranematichthys Bleeker, 1858
  - Tocantinsia Mees, 1974
  - Trachelyichthys Mees, 1974
  - Trachelyopterichthys Bleeker, 1862
  - Trachelyopterus Valenciennes, 1840
  - Trachycorystes Bleeker, 1858